# Национальный музей Пакистана
Национальный музей Пакистана — музей в Карачи. Основан в 1950 году.

## История
Национальный музей Пакистана был создан 17 апреля 1950 года и первоначально располагался в Фрир-Холл, заменив несуществующий ныне музей Виктории. Как только музей был открыт, правительство Пакистана создало совет, целью которого было обогащение коллекции музея за счёт покупки предметов искусства и антиквариата. В 1970 году музей переехал в место современного нахождения.

## Экспозиция

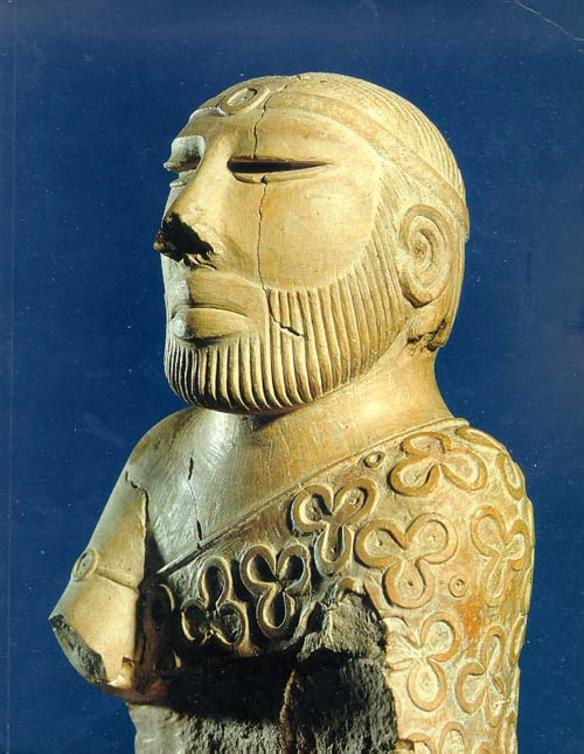
Статуэтка жреца из Мохенджо-Даро

В 1970 году в музее было всего 4 галереи, в настоящее время число их выросло до 11. Среди них выделяется «Галерея Корана», в коллекцию музея входит около 300 экземпляров Корана, из них 52 редких рукописей. В музее есть галереи, посвящённые культуре Индской цивилизации, скульптуры цивилизации Гандхара, предметы исламского искусства, миниатюры, древние монеты, документы по политической истории Пакистана. Кроме того выделяется этнологическая галерея, посвящённая народам Пакистана.